# Maria Grey
Lady Maria Keyes (nascida Maria Grey em inglês:  Mary; ; 20 de abril de 1545 - 20 de abril de 1578) era a filha mais nova de Henrique Grey, 1.º Duque de Suffolk e Francisca Brandon, e por meio de sua mãe tinha direito à coroa da Inglaterra .

## Vida pregressa
Maria Grey, nascida por volta de 20 de abril de 1545, era a terceira e mais nova filha de Henrique Grey, 1.º Duque de Suffolk, e Lady Francisca Brandon, filha de Carlos Brandon, 1º Duque de Suffolk, e Maria Tudor, a mais nova das duas filhas do Rei Henrique VII e Isabel de Iorque . Maria tinha duas irmãs mais velhas, Lady Joana Grey e Lady Catarina Grey .

## Reivindicações do trono
Como bisnetos de Henrique VII, Maria e suas irmãs eram herdeiras em potencial da coroa. Quando o rei Eduardo VI de Inglaterra morreu em 6 de julho de 1553, ele deixou um testamento (aprovado por John Dudley, 1.º Duque de Northumberland ) nomeando a irmã mais velha de Maria, Joana, recentemente casada com o filho de Northumberland, Guilford Dudley, para suceder ao trono. Algumas semanas antes, em 25 de maio de 1553, Maria Grey, ainda uma criança, havia sido prometida em casamento a seu primo distante Arthur Grey, 14º Barão Grey de Wilton, cujo pai era um aliado de Northumberland. A tentativa de garantir uma sucessão protestante falhou e, embora o rei Eduardo tenha sido brevemente sucedido por Joana Grey, o Conselho Privado da Inglaterra mudou de lado e proclamou sua meia-irmã, Maria I da Inglaterra. Northumberland foi executado em 22 de agosto de 1553. A rainha Maria poupou a vida de Joana e as vidas do marido e do pai de Joana, mas após a supressão da rebelião de Wyatt no início de 1554, todos os três foram executados, Joana e seu marido em 12 de fevereiro de 1554, e o pai de Joana logo depois, em 23 de fevereiro de 1554. Após a ascensão da rainha Maria, o noivado de Maria Grey com Arthur Grey foi dissolvido.
Em 1º de março de 1555, a mãe de Maria, Francisca Brandon, casou-se com Adriano Stokes . Quando Francisca morreu em 20 de novembro de 1559, ela deixou um patrimônio vitalício na maior parte de sua propriedade para Stokes, enquanto Maria recebeu apenas uma pequena herança rendendo uma renda modesta de £ 20 por ano. No entanto, Isabel I de Inglaterra, que havia subido ao trono em novembro de 1558, nomeou Maria Grey como uma de suas Damas de honra e concedeu-lhe uma pensão de £ 80.
Como a rainha Isabel não tinha filhos, as duas irmãs Grey sobreviventes eram as próximas na linha de sucessão sob o testamento do rei Henrique VIII e não tinham permissão para se casar sem a permissão da rainha. Em dezembro de 1560, no entanto, Catarina Grey casou-se secretamente com Eduardo Seymour, 1º Conde de Hertford, o filho mais velho de Eduardo Seymour, 1.º Duque de Somerset, incorrendo no desagrado implacável da Rainha. Como a cerimônia foi realizada por um padre que nunca foi posteriormente identificado, e a única testemunha foi a irmã de Seymour, Lady Joana Seymour, que morreu logo após o casamento, a Rainha pôde tratar o casamento como se nunca tivesse ocorrido, e em 12 de março de 1563, ela obteve uma declaração de que o casamento era inválido e que Eduardo Seymour, Visconde de Beauchamp, filho mais velho de Catarina com Seymour, era ilegítimo. Catarina e seu marido foram confinados na Torre de Londres e, posteriormente, mantidos em prisão domiciliar.

## Casada
Apesar das consequências desastrosas do casamento secreto de sua irmã Catarina, Maria também se casou sem a permissão da rainha. Em 16 de julho de 1565, enquanto a rainha estava ausente para assistir ao casamento de seu parente, Sir Henrique Knollys (falecido em 21 de dezembro de 1582), e Margarida Cave, filha de Sir Ambrósio Cave, Maria secretamente casou-se com o sargento porteiro da rainha, Tómas Keyes, filho de Ricardo Keyes, escudeiro, de East Greenwich, Kent, com Agnes Saunders, filha de Henrique Saunders de Ewell, Surrey . Tendo aprendido com a experiência de sua irmã, Maria tomou a precaução de ter três de seus primos como testemunhas, sua amiga de infância, Maria Willoughby, agora esposa de Sir Mateus Arundell, e duas das filhas de Lady Dorothy Stafford . O casamento foi inadequado por muitas razões. Keyes era de uma família pequena da pequena nobreza de Kent, tinha mais do que o dobro da idade de Maria e era viúvo com seis ou sete filhos. Além disso, Maria foi descrita pelo embaixador espanhol como "pequena, de costas tortas e muito feia", enquanto Keyes tinha 1,80 metro de altura. Sir William Cecil escreveu a Sir Tómas Smith que 'O sargento Porter, sendo o maior cavalheiro desta corte, casou-se secretamente com Lady Maria Grey, a menor de toda a corte. . . A ofensa é muito grande'.

## Prisão domiciliar
Maria e seu marido nunca mais se viram. A rainha confinou Maria em prisão domiciliar com William Hawtrey (falecido em 1597) em Checkers, em Buckinghamshire, onde ela permaneceu por dois anos, enquanto Keyes foi internado na Frota . Em agosto de 1567, Maria, ainda em prisão domiciliar, foi enviada para morar com sua madrasta Catarina Willoughby, Duquesa de Suffolk, com quem Carlos Brandon, 1º Duque de Suffolk, se casou após a morte da avó de Maria, Maria Tudor . A Duquesa escreveu a Cecil expressando choque com os poucos pertences domésticos lamentáveis com os quais Maria chegou em sua casa nos Minories . Maria permaneceu na casa da duquesa por quase dois anos e dizem que era próxima dos dois filhos da duquesa, Peregrine Bertie, 13º Barão Willoughby de Eresby e Susan Bertie, Condessa de Kent.
Em 27 de janeiro de 1568, aos 27 anos, depois de sofrer anos de prisão, prisão domiciliar e separação de seu marido e dois filhos pequenos, Catarina Grey morreu em Cockfield Hall, a casa de Sir Owen Hopton em Yoxford, Suffolk . De acordo com De Lisle, é possível que ela tenha morrido de fome. Com a morte de Catarina Grey, Maria ganhou relativa proeminência como a próxima herdeira de Isabel sob o testamento de Henrique VIII; como os dois filhos de Catarina Grey foram declarados ilegítimos, até a rainha teve que levar a sério a reivindicação de Maria ao trono inglês. Em junho de 1569, Maria foi enviada para morar com Sir Thomas Gresham em sua casa em Bishopsgate e mais tarde em sua casa de campo em Osterley . Sua estada com os Greshams foi infeliz, no entanto, já que Sir Thomas estava agora meio cego e com dores físicas constantes, e sua esposa, Anne, ressentia-se amargamente da presença de Maria na casa.

## Vida posterior
Depois de passar anos na Frota, o marido de Maria, Tómas Keyes, foi libertado em 1569, e teve permissão para retornar a Kent. No entanto, sua saúde foi prejudicada pelas condições de sua prisão e ele morreu pouco antes de 3 de setembro de 1571. Maria implorou a Isabel permissão para criar os filhos órfãos de seu marido desde o primeiro casamento, mas seu pedido foi negado, e não foi até maio de 1572, depois que Maria esteve sob estrita prisão domiciliar por sete anos, a rainha cedeu o suficiente para permitir ela para viver onde bem entendesse. No entanto, por enquanto, Maria não tinha amigos para acolhê-la e renda insuficiente para viver de forma independente. Ela continuou a residir como uma convidada indesejada com os Greshams até que Sir Thomas sugeriu que ela fosse enviada para morar em Beaumanor, em Leicestershire, com o segundo marido de sua falecida mãe, Adriano Stokes, que se casou recentemente com Anna Carew, viúva de Sir Nicolas Throckmorton . Em 1573, Maria deixou a casa dos Greshams para sempre, "com todos os seus livros e lixo", como disse Sir Thomas.
Maria não ficou muito tempo em Beaumanor. Em fevereiro de 1573, ela se estabeleceu em uma casa própria em Londres em St Botolph's Without Aldgate e, no final de 1577, ela havia sido reabilitada a ponto de ser nomeada uma das Damas de honra da rainha .

## Morte
Em abril de 1578, enquanto a peste assolava Londres, Maria adoeceu e fez seu testamento. Ela deixou as joias de sua mãe para sua madrasta,Catarina Willoughby, Duquesa de Suffolk, presentes de prata para Lady Arundell e para a esposa de Adriano Stokes, e dinheiro para sua afilhada, Maria Merrick, neta de seu falecido marido, Tómas Keyes. Ela morreu três dias depois, em 20 de abril de 1578, aos 33 anos. A Rainha concedeu-lhe um imponente funeral na Abadia de Westminster, com a filha da Duquesa de Suffolk, Susan Bertie, agora Condessa de Kent, como principal enlutada. Ela foi enterrada no túmulo de sua mãe na Abadia, onde seu túmulo ainda não foi marcado.
Apesar das intrigas envolvendo suas irmãs, não parece que Maria Grey tenha reivindicado seriamente o trono. Após sua morte, de acordo com os termos do testamento de Henrique VIII, a principal reclamante tornou-se Margarida Stanley, Condessa de Derby, a única filha sobrevivente de Eleanor Brandon, Condessa de Cumberland, segunda filha da irmã mais nova de Henrique VIII, Maria Tudor .

## Árvore genealógica
| Os itálicos indicam pessoas que faleceram antes de Eduardo VI; Algarismos arábicos (1–5) indicam a linha de sucessão de Eduardo VI em sua morte de acordo com o testamento de Henrique VIII; e algarismos romanos (I–III) índico. \| \| \| \| \| \| \| \| \| \| \| \| \| \| \| \| \| Henrique VII de Inglaterra \| Henrique VII de Inglaterra \| Henrique VII de Inglaterra \| Henrique VII de Inglaterra \| Henrique VII de Inglaterra \| Henrique VII de Inglaterra \| \| \| Isabel de Iorque \| Isabel de Iorque \| Isabel de Iorque \| Isabel de Iorque \| Isabel de Iorque \| Isabel de Iorque \| \| \| \| \| \| \| \| \| \| \| \| \| \| \| \| \| \| \| \| \| \| \| \| \| \| \| \| \| \| \| \| \| \| \| \| \| \| \| \| \| \| Henrique VII de Inglaterra \| Henrique VII de Inglaterra \| Henrique VII de Inglaterra \| Henrique VII de Inglaterra \| Henrique VII de Inglaterra \| Henrique VII de Inglaterra \| \| \| Isabel de Iorque \| Isabel de Iorque \| Isabel de Iorque \| Isabel de Iorque \| Isabel de Iorque \| Isabel de Iorque \| \| \| \| \| \| \| \| \| \| \| \| \| \| \| \| \| \| \| \| \| \| \| \| \| \| \| \| \| \| \| \| \| \| \| \| \| \| \| \| \| \| \| \| \| \| \| \| \| \| \| \| \| \| \| \| \| \| \| \| \| \| \| \| \| \| \| \| \| \| \| \| \| \| \| \| \| \| \| \| \| \| \| \| \| \| \| \| \| \| \| \| \| \| \| \| \| \| \| \| \| \| \| \| \| \| \| \| \| \| \| \| \| \| \| \| \| \| \| \| \| \| \| \| \| \| \| \| \| \| \| \| \| \| \| \| \| \| \| \| \| \| \| \| Henrique VIII de Inglaterra \| Henrique VIII de Inglaterra \| Henrique VIII de Inglaterra \| Henrique VIII de Inglaterra \| Henrique VIII de Inglaterra \| Henrique VIII de Inglaterra \| \| \| \| \| \| \| \| \| \| \| Margarida Tudor \| Margarida Tudor \| Margarida Tudor \| Margarida Tudor \| Margarida Tudor \| Margarida Tudor \| \| \| Maria Tudor \| Maria Tudor \| Maria Tudor \| Maria Tudor \| Maria Tudor \| Maria Tudor \| \| \| Carlos Brandon \| Carlos Brandon \| Carlos Brandon \| Carlos Brandon \| Carlos Brandon \| Carlos Brandon \| \| \| \| \| \| \| \| \| \| \| \| \| \| \| \| \| \| Henrique VIII de Inglaterra \| Henrique VIII de Inglaterra \| Henrique VIII de Inglaterra \| Henrique VIII de Inglaterra \| Henrique VIII de Inglaterra \| Henrique VIII de Inglaterra \| \| \| \| \| \| \| \| \| \| \| Margarida Tudor \| Margarida Tudor \| Margarida Tudor \| Margarida Tudor \| Margarida Tudor \| Margarida Tudor \| \| \| Maria Tudor \| Maria Tudor \| Maria Tudor \| Maria Tudor \| Maria Tudor \| Maria Tudor \| \| \| Carlos Brandon \| Carlos Brandon \| Carlos Brandon \| Carlos Brandon \| Carlos Brandon \| Carlos Brandon \| \| \| \| \| \| \| \| \| \| \| \| \| \| \| \| \| \| \| \| \| \| \| \| \| \| \| \| \| \| \| \| \| \| \| \| \| \| \| \| \| \| \| \| \| \| \| \| \| \| \| \| \| \| \| \| \| \| \| \| \| \| \| \| \| \| \| \| \| \| \| \| \| \| \| \| \| \| \| \| \| \| \| \| \| \| \| \| \| \| \| \| \| \| \| \| \| \| \| \| \| \| \| \| \| \| \| \| \| \| \| \| \| \| \| \| \| \| \| \| Eduardo VI de Inglaterra \| Eduardo VI de Inglaterra \| Eduardo VI de Inglaterra \| Eduardo VI de Inglaterra \| Eduardo VI de Inglaterra \| Eduardo VI de Inglaterra \| \| \| Maria I de Inglaterra (1) \| Maria I de Inglaterra (1) \| Maria I de Inglaterra (1) \| Maria I de Inglaterra (1) \| Maria I de Inglaterra (1) \| Maria I de Inglaterra (1) \| \| \| Isabel I de Inglaterra (2) \| Isabel I de Inglaterra (2) \| Isabel I de Inglaterra (2) \| Isabel I de Inglaterra (2) \| Isabel I de Inglaterra (2) \| Isabel I de Inglaterra (2) \| \| \| Jaime V da Escócia \| Jaime V da Escócia \| Jaime V da Escócia \| Jaime V da Escócia \| Jaime V da Escócia \| Jaime V da Escócia \| \| \| \| \| \| \| Francisca Brandon \| Francisca Brandon \| Francisca Brandon \| Francisca Brandon \| Francisca Brandon \| Francisca Brandon \| \| \| Henrique Grey \| Henrique Grey \| Henrique Grey \| Henrique Grey \| Henrique Grey \| Henrique Grey \| \| \| \| \| \| Eduardo VI de Inglaterra \| Eduardo VI de Inglaterra \| Eduardo VI de Inglaterra \| Eduardo VI de Inglaterra \| Eduardo VI de Inglaterra \| Eduardo VI de Inglaterra \| \| \| Maria I de Inglaterra (1) \| Maria I de Inglaterra (1) \| Maria I de Inglaterra (1) \| Maria I de Inglaterra (1) \| Maria I de Inglaterra (1) \| Maria I de Inglaterra (1) \| \| \| Isabel I de Inglaterra (2) \| Isabel I de Inglaterra (2) \| Isabel I de Inglaterra (2) \| Isabel I de Inglaterra (2) \| Isabel I de Inglaterra (2) \| Isabel I de Inglaterra (2) \| \| \| Jaime V da Escócia \| Jaime V da Escócia \| Jaime V da Escócia \| Jaime V da Escócia \| Jaime V da Escócia \| Jaime V da Escócia \| \| \| \| \| \| \| Francisca Brandon \| Francisca Brandon \| Francisca Brandon \| Francisca Brandon \| Francisca Brandon \| Francisca Brandon \| \| \| Henrique Grey \| Henrique Grey \| Henrique Grey \| Henrique Grey \| Henrique Grey \| Henrique Grey \| \| \| \| \| \| \| \| \| \| \| \| \| \| \| \| \| \| \| \| \| \| \| \| \| \| \| \| \| \| \| \| \| \| \| \| \| \| \| \| \| \| \| \| \| \| \| \| \| \| \| \| \| \| \| \| \| \| \| \| \| \| \| \| \| \| \| \| \| \| \| \| \| \| \| \| \| \| \| \| \| \| \| \| \| \| \| \| \| \| \| \| \| \| \| \| \| \| \| \| \| \| \| \| \| \| \| \| \| \| \| \| \| \| \| \| \| \| \| \| \| \| \| \| \| \| \| \| \| \| \| \| \| \| \| \| \| \| \| \| Maria I da Escócia \| Maria I da Escócia \| Maria I da Escócia \| Maria I da Escócia \| Maria I da Escócia \| Maria I da Escócia \| \| \| Lady Joana Grey (3, I) \| Lady Joana Grey (3, I) \| Lady Joana Grey (3, I) \| Lady Joana Grey (3, I) \| Lady Joana Grey (3, I) \| Lady Joana Grey (3, I) \| \| \| Lady Catarina Grey (4, II) \| Lady Catarina Grey (4, II) \| Lady Catarina Grey (4, II) \| Lady Catarina Grey (4, II) \| Lady Catarina Grey (4, II) \| Lady Catarina Grey (4, II) \| \| \| Lady Maria Grey (5, III) \| Lady Maria Grey (5, III) \| Lady Maria Grey (5, III) \| Lady Maria Grey (5, III) \| Lady Maria Grey (5, III) \| Lady Maria Grey (5, III) \| |                          |                          |                          |                          |                          |  |  |                             |                             |                             |                             |                             |                             |  |  |                            |                            |                            |                            |                            |                            |  |  |                    |                    |                    |                    |                    |                    |  |  |                        |                        |                        |                        |                        |                        |                   |                   |                            |                            |                            |                            |                            |                            |               |               |                          |                          |                          |                          |                          |                          |
| |                          |                          |                          |                          |                          |  |  |                             |                             |                             |                             |                             |                             |  |  | Henrique VII de Inglaterra | Henrique VII de Inglaterra | Henrique VII de Inglaterra | Henrique VII de Inglaterra | Henrique VII de Inglaterra | Henrique VII de Inglaterra |  |  | Isabel de Iorque   | Isabel de Iorque   | Isabel de Iorque   | Isabel de Iorque   | Isabel de Iorque   | Isabel de Iorque   |  |  |                        |                        |                        |                        |                        |                        |                   |                   |                            |                            |                            |                            |                            |                            |               |               |                          |                          |                          |                          |                          |                          |
| |                          |                          |                          |                          |                          |  |  |                             |                             |                             |                             |                             |                             |  |  | Henrique VII de Inglaterra | Henrique VII de Inglaterra | Henrique VII de Inglaterra | Henrique VII de Inglaterra | Henrique VII de Inglaterra | Henrique VII de Inglaterra |  |  | Isabel de Iorque   | Isabel de Iorque   | Isabel de Iorque   | Isabel de Iorque   | Isabel de Iorque   | Isabel de Iorque   |  |  |                        |                        |                        |                        |                        |                        |                   |                   |                            |                            |                            |                            |                            |                            |               |               |                          |                          |                          |                          |                          |                          |
| |                          |                          |                          |                          |                          |  |  |                             |                             |                             |                             |                             |                             |  |  |                            |                            |                            |                            |                            |                            |  |  |                    |                    |                    |                    |                    |                    |  |  |                        |                        |                        |                        |                        |                        |                   |                   |                            |                            |                            |                            |                            |                            |               |               |                          |                          |                          |                          |                          |                          |
| |                          |                          |                          |                          |                          |  |  |                             |                             |                             |                             |                             |                             |  |  |                            |                            |                            |                            |                            |                            |  |  |                    |                    |                    |                    |                    |                    |  |  |                        |                        |                        |                        |                        |                        |                   |                   |                            |                            |                            |                            |                            |                            |               |               |                          |                          |                          |                          |                          |                          |
| |                          |                          |                          |                          |                          |  |  | Henrique VIII de Inglaterra | Henrique VIII de Inglaterra | Henrique VIII de Inglaterra | Henrique VIII de Inglaterra | Henrique VIII de Inglaterra | Henrique VIII de Inglaterra |  |  |                            |                            |                            |                            |                            |                            |  |  | Margarida Tudor    | Margarida Tudor    | Margarida Tudor    | Margarida Tudor    | Margarida Tudor    | Margarida Tudor    |  |  | Maria Tudor            | Maria Tudor            | Maria Tudor            | Maria Tudor            | Maria Tudor            | Maria Tudor            |                   |                   | Carlos Brandon             | Carlos Brandon             | Carlos Brandon             | Carlos Brandon             | Carlos Brandon             | Carlos Brandon             |               |               |                          |                          |                          |                          |                          |                          |
| |                          |                          |                          |                          |                          |  |  | Henrique VIII de Inglaterra | Henrique VIII de Inglaterra | Henrique VIII de Inglaterra | Henrique VIII de Inglaterra | Henrique VIII de Inglaterra | Henrique VIII de Inglaterra |  |  |                            |                            |                            |                            |                            |                            |  |  | Margarida Tudor    | Margarida Tudor    | Margarida Tudor    | Margarida Tudor    | Margarida Tudor    | Margarida Tudor    |  |  | Maria Tudor            | Maria Tudor            | Maria Tudor            | Maria Tudor            | Maria Tudor            | Maria Tudor            |                   |                   | Carlos Brandon             | Carlos Brandon             | Carlos Brandon             | Carlos Brandon             | Carlos Brandon             | Carlos Brandon             |               |               |                          |                          |                          |                          |                          |                          |
| |                          |                          |                          |                          |                          |  |  |                             |                             |                             |                             |                             |                             |  |  |                            |                            |                            |                            |                            |                            |  |  |                    |                    |                    |                    |                    |                    |  |  |                        |                        |                        |                        |                        |                        |                   |                   |                            |                            |                            |                            |                            |                            |               |               |                          |                          |                          |                          |                          |                          |
| |                          |                          |                          |                          |                          |  |  |                             |                             |                             |                             |                             |                             |  |  |                            |                            |                            |                            |                            |                            |  |  |                    |                    |                    |                    |                    |                    |  |  |                        |                        |                        |                        |                        |                        |                   |                   |                            |                            |                            |                            |                            |                            |               |               |                          |                          |                          |                          |                          |                          |
| Eduardo VI de Inglaterra | Eduardo VI de Inglaterra | Eduardo VI de Inglaterra | Eduardo VI de Inglaterra | Eduardo VI de Inglaterra | Eduardo VI de Inglaterra |  |  | Maria I de Inglaterra (1)   | Maria I de Inglaterra (1)   | Maria I de Inglaterra (1)   | Maria I de Inglaterra (1)   | Maria I de Inglaterra (1)   | Maria I de Inglaterra (1)   |  |  | Isabel I de Inglaterra (2) | Isabel I de Inglaterra (2) | Isabel I de Inglaterra (2) | Isabel I de Inglaterra (2) | Isabel I de Inglaterra (2) | Isabel I de Inglaterra (2) |  |  | Jaime V da Escócia | Jaime V da Escócia | Jaime V da Escócia | Jaime V da Escócia | Jaime V da Escócia | Jaime V da Escócia |  |  |                        |                        |                        |                        | Francisca Brandon      | Francisca Brandon      | Francisca Brandon | Francisca Brandon | Francisca Brandon          | Francisca Brandon          |                            |                            | Henrique Grey              | Henrique Grey              | Henrique Grey | Henrique Grey | Henrique Grey            | Henrique Grey            |                          |                          |                          |                          |
| Eduardo VI de Inglaterra | Eduardo VI de Inglaterra | Eduardo VI de Inglaterra | Eduardo VI de Inglaterra | Eduardo VI de Inglaterra | Eduardo VI de Inglaterra |  |  | Maria I de Inglaterra (1)   | Maria I de Inglaterra (1)   | Maria I de Inglaterra (1)   | Maria I de Inglaterra (1)   | Maria I de Inglaterra (1)   | Maria I de Inglaterra (1)   |  |  | Isabel I de Inglaterra (2) | Isabel I de Inglaterra (2) | Isabel I de Inglaterra (2) | Isabel I de Inglaterra (2) | Isabel I de Inglaterra (2) | Isabel I de Inglaterra (2) |  |  | Jaime V da Escócia | Jaime V da Escócia | Jaime V da Escócia | Jaime V da Escócia | Jaime V da Escócia | Jaime V da Escócia |  |  |                        |                        |                        |                        | Francisca Brandon      | Francisca Brandon      | Francisca Brandon | Francisca Brandon | Francisca Brandon          | Francisca Brandon          |                            |                            | Henrique Grey              | Henrique Grey              | Henrique Grey | Henrique Grey | Henrique Grey            | Henrique Grey            |                          |                          |                          |                          |
| |                          |                          |                          |                          |                          |  |  |                             |                             |                             |                             |                             |                             |  |  |                            |                            |                            |                            |                            |                            |  |  |                    |                    |                    |                    |                    |                    |  |  |                        |                        |                        |                        |                        |                        |                   |                   |                            |                            |                            |                            |                            |                            |               |               |                          |                          |                          |                          |                          |                          |
| |                          |                          |                          |                          |                          |  |  |                             |                             |                             |                             |                             |                             |  |  |                            |                            |                            |                            |                            |                            |  |  |                    |                    |                    |                    |                    |                    |  |  |                        |                        |                        |                        |                        |                        |                   |                   |                            |                            |                            |                            |                            |                            |               |               |                          |                          |                          |                          |                          |                          |
| |                          |                          |                          |                          |                          |  |  |                             |                             |                             |                             |                             |                             |  |  |                            |                            |                            |                            |                            |                            |  |  | Maria I da Escócia | Maria I da Escócia | Maria I da Escócia | Maria I da Escócia | Maria I da Escócia | Maria I da Escócia |  |  | Lady Joana Grey (3, I) | Lady Joana Grey (3, I) | Lady Joana Grey (3, I) | Lady Joana Grey (3, I) | Lady Joana Grey (3, I) | Lady Joana Grey (3, I) |                   |                   | Lady Catarina Grey (4, II) | Lady Catarina Grey (4, II) | Lady Catarina Grey (4, II) | Lady Catarina Grey (4, II) | Lady Catarina Grey (4, II) | Lady Catarina Grey (4, II) |               |               | Lady Maria Grey (5, III) | Lady Maria Grey (5, III) | Lady Maria Grey (5, III) | Lady Maria Grey (5, III) | Lady Maria Grey (5, III) | Lady Maria Grey (5, III) |

## Representações culturais
Maria é a personagem principal de The Last Tudor [O último Tudor] (2016), de Philippa Gregory, a última parcela de The Plantagenet [O Plantageneta] e Tudor Novels [Romances Tudor].
Biografia de Leanda de Lisle The Sisters Who Would Be Queen: Mary, Katherine, and Lady Jane Grey; A Tudor Tragedy [As irmãs que seriam rainha: Maria, Catarina e Lady Joana Grey; Uma tragédia Tudor] foi publicado em 2009 e foi um best-seller do NY Times. De Lisle contou as histórias e destinos de Lady Joana (a "Rainha dos Nove Dias"), Catarina e Maria, e também lançou uma nova luz sobre o reinado de Isabel I.